# 岡比亞原假鰓鱂
岡比亞原假鰓鱂，為輻鰭魚綱鯉齒目鰕鱂亞目鰕鱂科的其中一種，為熱帶淡水魚，分布於非洲甘比亞、馬利、尼日、奈及利亞、布吉納法索、查德與喀麥隆淡水流域，體長可達4.5公分，棲息在暫時的溪流、水塘底中層水域，生活習性不明，可作為觀賞魚。